# 六分儀座ψ
六分儀座ψ，又名CD-2513866，HD 179950、SAO 187882、HR 7292，是六分儀座的一颗恒星，视星等为4.85，位于銀經12.42，銀緯-16.2，其B1900.0坐标为赤經19h 9m 24.5s，赤緯-25° -16.2′ 45″。